# Глокеншпил
Глокеншпилът е музикален перкусионен инструмент от групата на пластинковите инструменти. Има лек, звънлив звук.

## Историческо развитие
Глокеншпилът е симбиоза между два инструмента – звънчета и металофон.
Предшественици на глокеншпила са инструменти като камбани, звънчета и карилон. Правени са многократни опити за темпериране, подреждане на звънчетата в хроматичен ред, а също и на по-големите, подобни на тях инструменти – камбаните.
Така биват създадени първите карилони – комплект от камбани със специфичен механизъм за задвижване и клавиатури подобни на тези при органа.
Както темперираните звънци, така и карилоните добиват голяма популярност в службите на католическите църкви в Европа през XIII век. С нарастването на интереса в тази насока почва да се експериментира. Така например в Германия се създават звънчета с клавиатура. С течение на времето много композитори са включвали звънчета в оркестрациите си, но поради специфичната манипулация и пренасянето им са търсили по-компактна форма на тези инструменти. Така през XVII век германецът Дутч (Dutch) замества конусовидната форма на звънчетата с метални пластинки, повлиян от устройството на различните металофони в Източна Азия, които съществуват там от стотици години. Новият инструмент, който имитира звука на звънчетата, е наречен глокеншпил. Названието се състои от двете немски думи: глокен – звънчета, и шпил – игра.
Първият композитор, писал за глокеншпил, е немският композитор Георг Фридрих Хендел. Той го включва в своята оратория „Саул“ (1739 г.), а също и в множество свои опери. Волфганг Амадеус Моцарт използва инструмента в своето произведение „Вълшебната флейта“ (1791 г.), за да характеризира Папагено.
Глокеншпилът добива голяма популярност не само в класическите симфонични оркестри, но и в маршовите, където се използва неговата портативна форма бел-лира.

## Диапазон на инструмента
Диапазонът на Глокеншпила е 3 октави или 2 1/2 при старите модели.

## Употреба
Използва се в симфоничните оркестри, за да имитира звука на звънчетата.
Бел-лира е друг вариант на глокеншпила, при който пластините са наредени върху алуминиева рамка във формата на лира. Рамката е закачена на дълга алуминиева тръба в отвесно положение така, че високите пластини да сочат нагоре, а ниските – към земята.
Изпълнителят държи с едната си ръка тръбата със закачения на нея инструмент, а с другата ръка държи палка, с която свири по пластините докато се движи, танцува или марширува на открито.
Бел-лирата се използва в маршовите и военни оркестри, които нямат възможност да ползват стандартните пластинкови ударни инструменти, характерни за симфоничните оркестри, и по време на бразилските улични фиести заедно с инструменти като пандейро, куика, маракаси и др.

## Нотиране
Глокеншпилът е високо-транспониращ инструмент и се нотира на G (виолинов) ключ.
Звучи две октави по-високо от написаното.